# Vasoactivo
Sustancias vasoactivas son moléculas que ensanchan (vasodilatación) o estrechan (vasoconstricción) los vasos sanguíneos. Por ejemplo, la angiotensina 2, la adrenalina, la noradrenalina, la fenilefrina, la PGF2 y la vasopresina serían agentes vasoconstrictores y la PGI2 (prostaciclina) y el óxido nítrico agentes vasodilatadores.
Al ajustar la conformidad y la resistencia vascular, típicamente a través de la vasodilatación y la vasoconstricción, ayuda a los mecanismos homeostáticos del cuerpo (como el sistema renina-angiotensina) a mantener la hemodinámica bajo control. Por ejemplo, la angiotensina, la bradiquinina, la histamina, el óxido nítrico y el péptido intestinal vasoactivo son importantes sustancias endógenas vasoactivas. La terapia de drogas vasoactivas se utiliza típicamente cuando un paciente tiene la presión arterial y el ritmo cardíaco controlados constantemente. La dosis se suele ajustar (subir o bajar) para lograr un efecto deseado o una gama de valores determinados por médicos competentes.
Los fármacos vasoactivos suelen administrarse mediante un dispositivo de infusión volumétrica (bomba intravenosa). Esta categoría de fármacos requiere una estrecha observación del paciente con una intervención casi inmediata requerida por los clínicos a cargo de su cuidado. 
Varios agentes vasoactivos, como los prostanoides, los inhibidores de la fosfodiesterasa y los antagonistas de la endotelina, están aprobados para el tratamiento de la hipertensión arterial pulmonar. El uso de agentes vasoactivos para pacientes con hipertensión pulmonar puede causar daño y gastos innecesarios a las personas con cardiopatía izquierda o con enfermedades pulmonares de tipo hipoxémico.